# Ґримуар

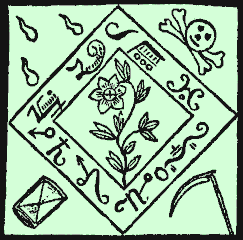
Цей дизайн амулета походить із ґримуару «Чорна Курочка»

Ґримуар, або ґриморія (фр. grimoire, від фр. Grammaire) — книга, що зазвичай містить інструкції щодо створення магічних предметів, таких як талісмани та амулети, як виконувати магічні заклинання, чари та ворожіння, а також як викликати або пробуджувати надприродних сутностей, таких як ангели, духи, божества та демони.
В сучасній українській літературі трапляється трактування ґримуару як жанру художнього твору. Письменник-початківець Віктор Сердулець у своїй дебютній повісті Аркан: ґримуар, виданій під псевдонімом Роман Жахів, дав авторське визначення жанру його твору як ґримуар, що підводить читача до іншого рівня прочитання твору, до прихованого змісту, який містить у собі важливе смислове навантаження. Йому властива інтертекстуальність, алюзійність. Автор, працюючи над текстом, залучав фольклорні матеріали, історичні джерела, релігійно-філософські системи, міфологічні уявлення, знання із народної медицини; його твір має алюзії також до «жанру альтернативної історії».
Хоча термін «ґримуар» спочатку був європейським, та багато європейців протягом історії, особливо церемоніальні маги, використовували ґримуари, історик Оуен Дейвіс зазначив, що подібні книги можна знайти в усьому світі, починаючи від Ямайки і закінчуючи Суматрою. Він також зазначив, що в цьому сенсі перші в світі ґримуари були створені в Європі та на Стародавньому Близькому Сході.

## Етимологія
Найчастіше вважають, що термін ґримуар походить від старофранцузького слова grammaire, яке спочатку використовувалося для позначення всіх книг, написаних латинською мовою. У 18 столітті цей термін набув загального вжитку у Франції та почав використовуватися виключно для позначення магічних книг. Оуен Дейвіс припустив, що це тому, що «багато з них продовжували циркулювати в латинських рукописах».
Однак, термін ґримуар пізніше перетворився на вираз серед французів, значенням якого було щось, що важко зрозуміти. У 19 столітті, із зростанням інтересу до окультизму серед британців після публікації Френсіса Барретта «Волхв» (1801), цей термін увійшов в англійську мову стосовно книг про магію.

## Історія

### Стародавній період

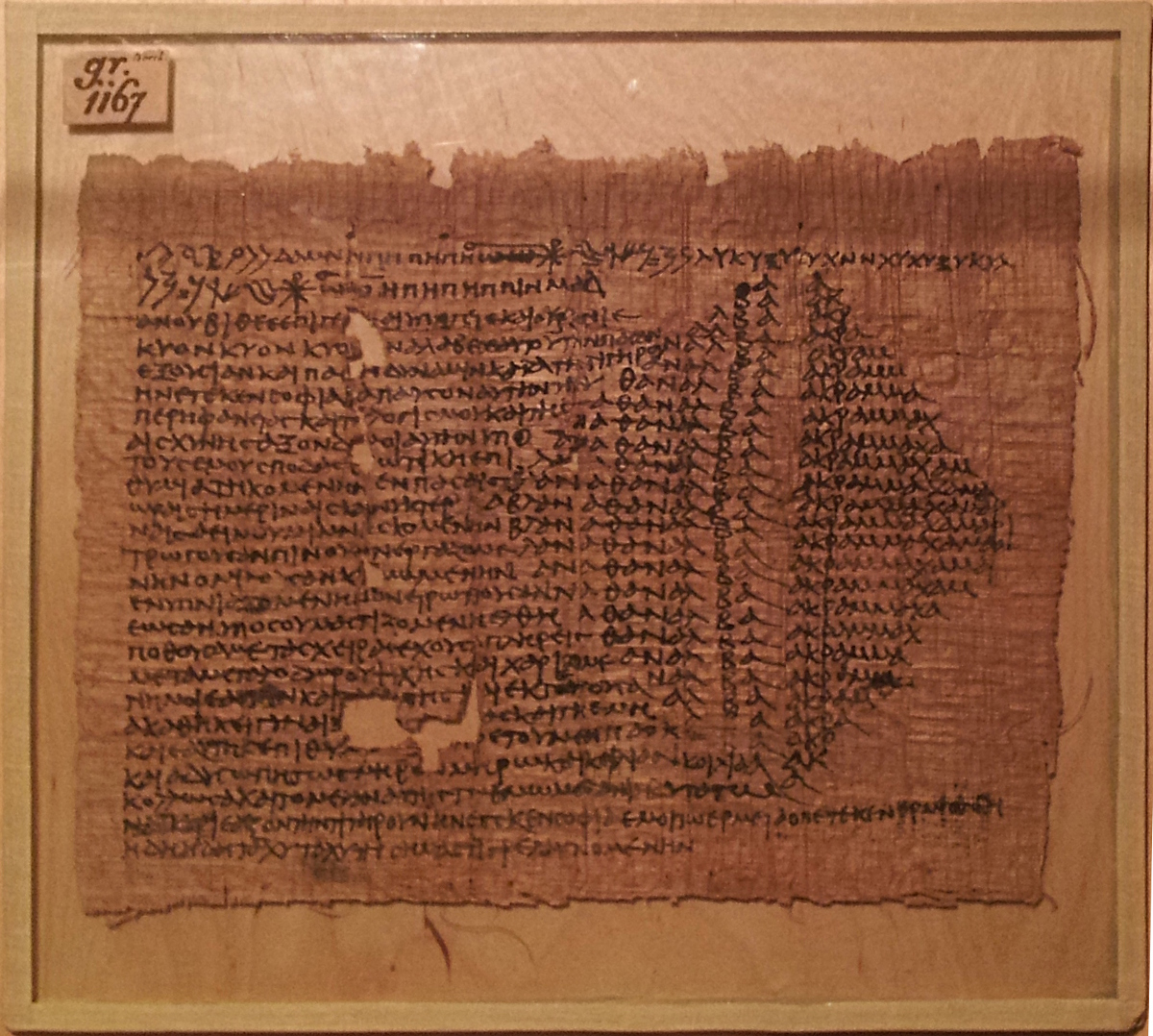
Сторінка з Грецьких Магічних Папірусів, античний ґримуар.

Найдавніші відомі магічні заклинання в письмовій формі походять із стародавнього Межиріччя (сучасний Ірак), де вони були знайдені на клинописних глиняних табличках, які археологи викопали в місті Урук і датували між 5-м і 4-м століттями до нашої ери. Стародавні єгиптяни також використовували магічні наговори, які були знайдені на амулетах та інших предметах. Єгипетська магічна система, знана як гека, була значно змінена та розширена після того, як македонці під проводом Олександра Македонського вторглися в Єгипет у 332 році до нашої ери.
Протягом наступних трьох століть елліністичного Єгипту система письма коптів розвинулася, і була відкрита Олександрійська бібліотека. Ймовірно, саме це вплинуло на магічні книги, з переходом тенденції магічної практики від простих заклинань на здоров'я та захист до конкретніших речей, таких як фінансовий успіх і сексуальне задоволення. Приблизно в цей час легендарна фігура Гермеса Трисмегіста розвинулася як поєднання єгипетського бога Тота та грецького Гермеса; ця фігура була пов'язана з письмом і магією, а отже, і книгами про магію.
Стародавні греки і римляни вважали, що книги про магію винайшли перси. Письменник I-го століття нашої ери Пліній Старший стверджував, що магію вперше відкрив стародавній філософ Заратуштра приблизно в 647 році до нашої ери, але що вона була записана лише в V столітті до нашої ери чарівником Останом. Однак його твердження не підтверджуються сучасними істориками.
Стародавній єврейський народ часто вважався обізнаним у магії, якій, згідно з легендою, вони навчилися від Мойсея, який навчився цьому в Єгипті. Серед багатьох стародавніх авторів Мойсей вважався радше єгиптянином, ніж євреєм. Два рукописи, ймовірно, датовані IV століттям, обидва з яких нібито є легендарною восьмою книгою Мойсея (перші п'ять є першими книгами біблійного Старого Завіту), представляють його як політеїста, який пояснював, як заклинати богів і приборкувати демонів.
Тим часом є певні докази того, що гримуари використовували деякі, зокрема гностичні, секти раннього християнства. Наприклад, у Книзі Еноха, знайденій у сувоях Мертвого моря, є інформація про астрологію та ангелів. Можливо, саме у зв'язку з Книгою Еноха ідея про те, що Енох і його правнук Ной були певною мірою причетні до магічних книг, даних їм ангелами, продовжувалася до середньовіччя.
Ізраїльський цар Соломон був біблійною постаттю, пов'язаною з магією та чаклунством у стародавньому світі. Романо-єврейський історик І-го століття Йосип Флавій згадував книгу, яка поширювалася під ім'ям Соломона і містила заклинання для виклику демонів, і описав, як єврей на ім'я Елеазар використовував її для лікування випадків одержимості. Можливо, ця книга була Заповітом Соломона, але ймовірніше це була інша робота. Псевдепіграфічний «Заповіт Соломона» — є одним із найдавніших магічних текстів. Це грецький рукопис, який приписують Соломону і, ймовірно, написаний у Вавилонії чи Єгипті десь у перші п'ять століть нашої ери, понад 1000 років після смерті Соломона.
У творі йдеться про будівництво Єрусалимського Храму та розповідається, що йому заважали демони, поки ангел Михаїл не дав королю чарівний перстень. Перстень із вигравіруваною печаткою Соломона мав силу відлякувати демонів від заподіяння шкоди. Соломон використовував його, щоб замикати демонів у глеках і наказував іншим виконувати його накази, хоча зрештою, згідно із Заповітом, він спокусився поклонятися «фальшивим богам», таким як Молох, Ваал і Рафа. Згодом, втративши прихильність Бога, цар Соломон написав твір як попередження та керівництво для читача.
Коли християнство стало домінуючою релігією Римської імперії, рання церква з несхваленням сприйняла поширення книг про магію, пов'язуючи це з язичництвом, і спалювала їх. У Новому Заповіті сказано, що після того, як стало відомо про невдалий екзорцизм семи синів Скеви, багато навернених вирішили спалити власні магічні та язичницькі книги в місті Ефес; ця порада була прийнята у великому масштабі після приходу християн до влади.

### Період середньовіччя
У середньовіччі виробництво ґримуарів продовжувалося в християнському світі, а також серед євреїв і послідовників новоствореної ісламської віри. Як зазначив історик Оуен Дейвіс, «хоча [християнська] церква врешті-решт успішно перемогла язичницьке поклоніння, їй так і не вдалося чітко розмежувати та зберегти лінію практики між релігійною відданістю та магією». Використання таких книг про магію продовжувалося. У християнізованій Європі Церква поділяла книги про магію на два види: ті, що стосувалися «природної магії», і ті, що стосувалися «демонічної магії».
Перше було прийнятним, оскільки воно розглядалося як звернення до уваги сил природи, створених Богом; наприклад, англосаксонські книги п'явок, які містили прості заклинання з лікувальною метою, були терпимими. Демонічна магія була неприйнятною, оскільки вважалося, що така магія походить не від Бога, а від Диявола та його демонів. Ці ґримуари стосувалися таких тем, як некромантія, ворожіння та демонологія. Незважаючи на це, «є багато доказів того, що середньовічне духовенство було основним практиком магії і, отже, власниками, переписувачами та розповсюджувачами ґрімуарів», тоді як кілька ґрімуарів приписувалися папам.

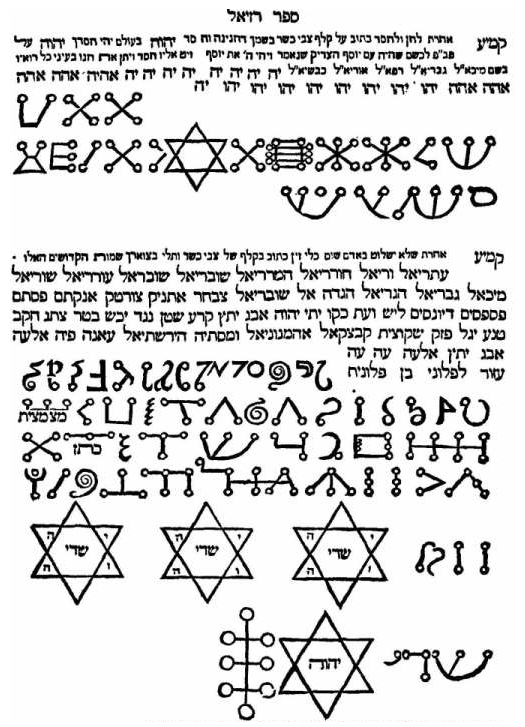
Уривок із Сефер Разіель га-Малах із магічними символами (або סגולות, seguloth, івритом).

Один з таких арабських ґримуарів, присвячених астральній магії, Ґаят аль-Хакім 10-го століття, пізніше був перекладений на латинь і поширювався в Європі протягом 13-го століття під назвою Пікатрикс. Однак не всі подібні ґримуари цієї епохи базувалися на арабських джерелах. Присяжна книга Гоноріуса 13-го століття, наприклад, була (як і стародавній Заповіт Соломона до неї) значною мірою заснована на мнимих вченнях біблійного царя Соломона та включала такі ідеї, як молитви та ритуальне коло, з містичною метою: бачення Бога, пекла та чистилища і в результаті здобуваючи багато мудрості та знань. Також був єврейський Сефер Разіель Га-Малах, перекладений в Європі як Liber Razielis Archangeli.
Пізніша книга, яка також стверджувала, що її написав Соломон, спочатку була написана грецькою мовою в 15 столітті, де вона була знана як «Магічний трактат Соломона» або «Маленький ключ від усього мистецтва гігромантії, знайдений кількома майстрами та Святим Пророком Соломоном». У 16 столітті цей твір було перекладено латинською та італійською мовами, отримавши назву «Clavicula Salomonis», або «Ключ Соломона».
У християнському світі в середньовіччі писали ґримуари, які приписували іншим стародавнім діячам, що нібито надавало їм відчуття автентичності через їх давність. Німецький абат і окультист Тритеміус (1462—1516) імовірно мав «Книгу Симона Мага», засновану на новозавітній фігурі Симона Мага. Симон Маг був сучасником Ісуса Христа і, як і біблійний Ісус, нібито творив чудеса, але був демонізований середньовічною церквою як дияволопоклонник.
Таким чином середньовічні люди вважали, що інші стародавні діячі, такі як поет Вергілій, астроном Птолемей і філософ Аристотель, були залучені до магії, і поширювалися ґримуари, які нібито були написані ними. Однак були й ті, хто цьому не вірив; наприклад, францисканський монах Роджер Бекон заявив, що книги, які неправдиво називають написаними стародавніми авторами, «повинні бути заборонені законом».

### Ранній новий період
З початком раннього нового періоду наприкінці 15 століття Європу почали шокувати багато змін, які вплинули на виробництво ґримуарів. Історик Оуен Дейвіс класифікував найважливіші з них як протестантську Реформацію та подальшу католицьку Контрреформацію, полювання на відьом і появу книгодрукування. В епоху Відродження продовжувався інтерес до магії, який виник у Середньовічний період, і в цей період зріс інтерес до герметизму серед окультистів і церемоніальних магів у Європі, значною мірою сприяний перекладу стародавнього Corpus hermeticum у 1471 році на латинську мову Марсіліо Фічіно (1433–99).
Поряд з цим зріс інтерес до єврейського містицизму, відомого як Каббала, який поширили на континенті Піко делла Мірандолою та Йоганнесом Ройхліном. Найвидатнішим магом епохи Відродження був Генріх Корнелій Аґріппа (1486—1535), який широко вивчав окультні теми та ранні ґримуари і зрештою опублікував свою власну «Про таємну філософію» («De Occulta Philosophia») в 1533 році. Подібною постаттю був швейцарський чарівник, знаний як Парацельс (1493—1541), який опублікував «Вищі таємниці природи», в якій наголошував на відмінності між хорошою та поганою магією. Третьою такою особою був Йоганн Георг Фауст, про якого було написано кілька творів пізнішої літератури, як-от «Трагічна історія доктора Фауста» Крістофера Марлоу, в якому його зображували як консультанта з демонами.
Ідея демонології залишалася сильною в епоху Відродження, і було опубліковано кілька демонологічних ґримуарів, у тому числі «Четверту книгу окультної філософії», яка помилково була приписана Аґріппі, і «Pseudomonarchia Daemonum», у якій перелічено 69 демонів. Щоб протистояти цьому, Римо-Католицька Церква дозволила виробництво багатьох творів екзорцизму, ритуали яких часто були дуже схожі на ритуали демонічного заклинання. Поряд із цими демонологічними творами продовжували створюватися ґримуари про природну магію, зокрема «Magia naturalis», написана Джанбаттістою Делла Порта (1535—1615).
Ісландія також дотримувалася магічних традицій у регіональній роботі, особливо Ґалдрабок, де численні символи містичного походження присвячені практикуючому. У цих творах ідеально поєднується германський язичницький і християнський вплив, шукаючи допомоги від скандинавських богів і посилаючись на титули демонів.

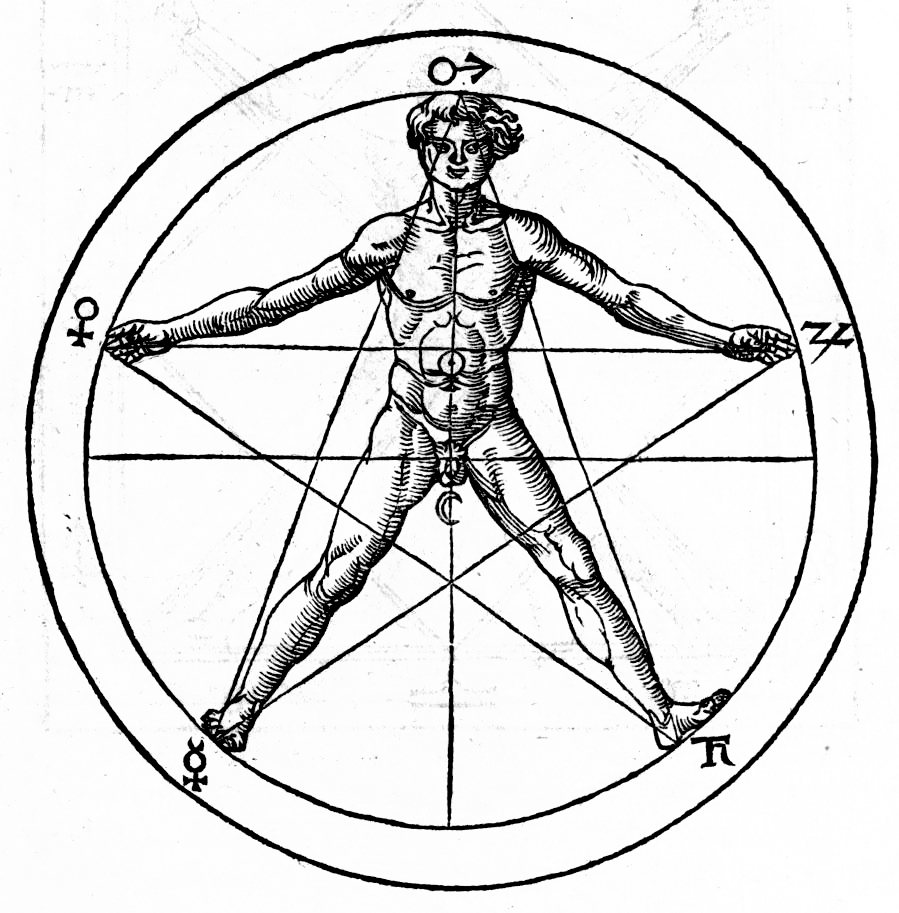
Людина, вписана в пентаграму, з книги Генріха Корнеліуса Агріппи De Occulta Philosophia (укр. Про таємну філософію). Знаки по периметру астрологічні.

Поява друкарства в Європі означала, що книжки вперше можна було масово виробляти й охопити постійно зростаючу грамотну аудиторію. Серед найперших книг, які були надруковані, були магічні тексти. Одним із прикладів були номіни, які складалися з молитов до святих, і використовувалися як талісмани. Особливо це було в протестантських країнах, таких як Швейцарія та німецькі держави, які не перебували під пануванням Римо-Католицької Церкви.
Протягом цього періоду інквізиція, римо-католицька організація, організувала масове придушення народів і вірувань, які вони вважали єретичними. У багатьох випадках ґримуари знаходили у володіннях єретиків і знищували. У 1599 році церква опублікувала «Індекси заборонених книг», у яких багато ґримуарів було занесено до списку заборонених, у тому числі кілька середньовічних, таких як «Ключ Соломона», які все ще були популярними.
У християнському світі також почав розвиватися поширений страх перед чаклунством, яке вважалося сатанинським за своєю природою. Подальша істерія, знана як «Полювання на відьом», спричинила смерть близько 40 000 людей, більшість з яких були жінками. Іноді тих, у кого знаходили ґримуари, особливо демонологічні, притягували до відповідальності і розглядали як відьом, але в більшості випадків звинувачені не мали доступу до таких книг. Винятком стала високописьменна Ісландія, де в третині з 134 судів над відьмами брали участь люди, які мали ґримуари. Наприкінці Раннього нового часу та на початку Просвітництва більшість європейських урядів прийняли закони, що забороняли багато забобонних вірувань, намагаючись покласти край полюванню на відьом; це незмінно вплине на випуск ґримуарів.
Тим часом герметизм і Каббала вплинули на створення містичної філософії, відомої як розенкройцерство, яка вперше з'явилася на початку 17 століття, коли в Німеччині були опубліковані дві брошури з детальним описом існування таємничої групи розенкройцерів. Вони стверджували, що розенкройцерство походить від середньовічного діяча, відомого як Крістіан Розенкройц, який заснував Братство Розового Хреста; проте не було доказів існування Розенкройца чи Братства.

### 18-19 ст
ґУ 18 столітті виникло Просвітництво, рух, присвячений науці та раціоналізму, переважно серед правлячих класів. Однак у більшій частині Європи віра в магію та чаклунство зберігалася, як і суди над відьмами в певних регіонах. Уряди намагалися розправитися з чарівниками та ворожками, особливо у Франції, де поліція вважала їх соціальними шкідниками, які відбирали гроші у довірливих. Роблячи це, вони конфіскували багато ґримуарів.
У Франції з'явилася нова форма друку — Bibliothèque bleue (блакитна бібліотека). Багато ґримуарів, опублікованих через неї, поширювалися серед постійно зростаючого відсотка населення, зокрема «Великий Альберт», «Малий Альберт» (1782), «Grimoire du Pape Honorius» та «Enchiridion Leonis Papae». Малий Альберт містив широкий спектр форм магії, наприклад, мав справу з простими заклинаннями для лікування хвороб разом із складнішими речами, такими як інструкції з виготовлення Руки Слави.
Наприкінці 18-го та на початку 19-го століть, після Французької революції 1789 року, був опублікований надзвичайно впливовий ґримуар під назвою «Великий ґримуар», який вважався особливо потужним, оскільки він включав заклинання та укладення пакту з головним міністром диявола, Lucifugé Rofocale, щоб отримати від нього багатство. Пізніше була опублікована нова версія цього ґримуара під назвою «Dragon rouge» і була доступна для продажу в багатьох паризьких книгарнях. Подібні книги, опубліковані у Франції того часу, включали «Чорну курочку» та «Grimoirium Verum». «Чорна курочка», ймовірно, написана наприкінці XVIII століття в Римі чи Франції, відрізняється від типових ґримуарів тим, що вона не претендує на те, щоб бути античним рукописом, а була розказана людиною, яка була членом збройних експедиційних сил Наполеона в Єгипті.
Широка доступність друкованих ґримуарів у Франції — незважаючи на спротив як раціоналістів, так і церкви, поширилася на сусідні країни, такі як Іспанія та Німеччина. У Швейцарії Женеву в той час зазвичай асоціювали з окультизмом, особливо серед католиків, оскільки вона була оплотом протестантизму. Багато з тих, хто цікавився езотерикою, подорожували з римо-католицьких країн до Швейцарії, щоб придбати ґримуари або навчатися в окультистів. Незабаром з'явилися ґримуари, в яких фігурували католицькі святі; одним із прикладів, що з'явився в 19 столітті та став відносно популярним, особливо в Іспанії, була «Libro de San Cipriano», або «Книга Св. Кіпріана». Як і більшість гримуарів цього періоду, він стосувався (серед іншого) того, як знайти скарби.

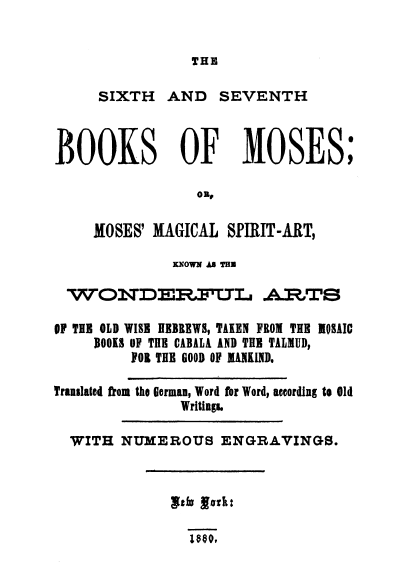
Титульна сторінка нью-йоркського видання Шостої та Сьомої книг Мойсеєвих 1880 року.

У Німеччині, із зростанням інтересу до фольклору протягом 19 століття, багато істориків зацікавилися магією та ґримуарами. Кілька з них опублікували уривки з таких ґримуарів у власних книгах з історії магії, тим самим допомагаючи їх подальшому поширенню. Мабуть, найвідомішим з них був протестантський пастор Ґеорг Конрад Горст (1779—1832), який з 1821 по 1826 рік опублікував шеститомну збірку магічних текстів, у яких він вивчав ґримуари як особливість середньовічного мислення.
Ще один вчений того часу, який цікавився ґримуарами, продавець антикварних книг Йоганн Шайбле, вперше опублікував «Шосту та Сьому книги Мойсеєві», два впливових магічних тексти, які, як стверджувалося, були написані давньоєврейським персонажем Мойсеєм. «Шоста та Сьома книги Мойсеєві» були одними з творів, які пізніше поширилися в країнах Скандинавії, де данською та шведською мовами ґримуари називалися чорними книгами та були широко поширені серед членів армії.
У Британії протягом XVIII століття продовжували створюватися нові ґримуари, наприклад «Нова і повна ілюстрація небесної науки астрології» Ебенезера Сіблі. В останні десятиліття того століття в Лондоні відродився інтерес до окультизму, який отримав подальше розповсюдження, коли Френсіс Барретт опублікував «The Magus» в 1801 році. «The Magus» містив багато речей, узятих із старих ґримуарів, зокрема Корнелія Аґріппи, і хоча й не досягнув популярності відразу ж після випуску, поступово став впливовим текстом.
Один з учнів Барретта, Джон Паркін, створив власний рукописний гримуар «Великий небесний оракул, або Мистецтво божественної магії», хоча він ніколи не був опублікований, головним чином через те, що Британія перебувала у стані війни з Францією, а ґримуари зазвичай асоціювали з французами. Єдиний письменник, який широко публікував британські ґримуари на початку 19 століття, Роберт Кросс Сміт, випустив «Філософського Мерліна» (1822) і «Астролога дев'ятнадцятого століття» (1825), але жоден з них не мав успіху.
Наприкінці 19 століття деякі з цих текстів (включаючи Книгу Абрамеліна та Ключ Соломона) були повернуті парамасонськими магічними організаціями, такими як Герметичний Орден Золотої Зорі та Орден Східних тамплієрів.

### 20-21 століття
ґҐСтверджується, що «Таємний ґримуар Туріеля» був написаний у 16 столітті, але жодної копії старше 1927 року не було виготовлено.
Сучасний ґримуар, «Саймон Некрономікон», отримав свою назву від вигаданої книги про магію в оповіданнях Г. П. Лавкрафта, натхненних вавилонською міфологією та «Ars Goetia», розділом у Малому ключі Соломона, який стосується виклику демонів. «Азоетія» Ендрю Д. Чамблі була описана Гевіном Семплем як сучасний гримуар.
Неоязичницька релігія Вікка публічно з'явилася в 1940-х роках, і Джеральд Ґарднер представив Книгу Тіней як вікканський аналог ґримуарові.
Термін ґримуар зазвичай служить альтернативною назвою для книги заклинань або тома магічних знань у фентезійній літературі та рольових іграх. Найвідомішим вигаданим гримуаром є «Некрономікон», створений Г. П. Лавкрафтом.